# Janusz Kupcewicz
Janusz Bogdan Kupcewicz (Gdańsk, 1955. december 9. – Gdańsk, 2022. július 4.) lengyel válogatott labdarúgó.
A lengyel válogatott tagjaként részt vett az 1978-as és az 1982-es világbajnokságon.

## Pályafutása

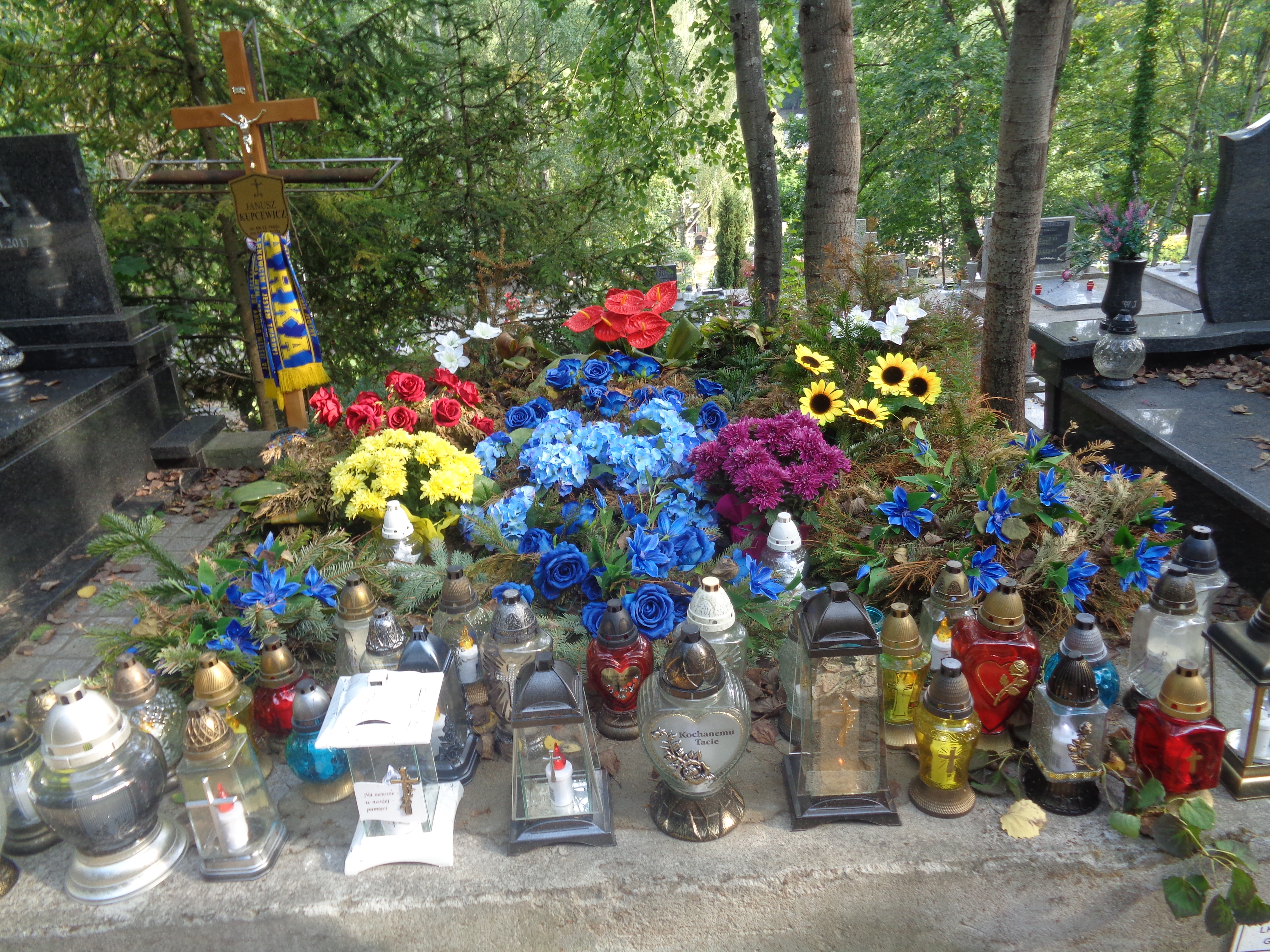
Sírja a Witomiński temetőben, Gdyniában

### Klubcsapatokban
Középpályásként kezdte pályafutását Lengyelországban, ahol az Arka Gdynia, a Lech Poznań és később a Lechia Gdańsk klubokban játszott.
1983-ban Franciaországba igazolt, a Saint-Étienne-hez, ahol két szezonban lépett pályára, majd 1985-ben Görögországba került, és a Láriszaszhoz együttesét erősítette. 1986-ban két idényre visszatért Lengyelországba, és az 1988–89-es szezon után a törökországi Adanaspor csapatában fejezte be pályafutását.

### A válogatottban
A lengyel labdarúgó-válogatottban 20 nemzetközi mérkőzést játszott, és részt vett az 1978-as és az 1982-es világbajnokságon. A spanyolországi vb-n 5 mérkőzésen 1 gólt szerzett, a torna végén a bronzérmes csapat tagja lett. 

### Edzőként
A lengyel futsalválogatott és több lengyelországi alsóbb osztályú klub edzője volt. Testnevelő tanárként is dolgozott.

## Sikerei, díjai
Arka Gdynia
- Lengyel kupa (1): 1978–79

 Lech Poznań
- Lengyel bajnok (1): 1982–83

 Lengyelország
- Világbajnoki bronzérmes (1): 1982

## Fordítás
- Ez a szócikk részben vagy egészben  a   Janusz Kupcewicz című német Wikipédia-szócikk ezen változatának fordításán alapul.  Az eredeti cikk szerkesztőit annak laptörténete sorolja fel. Ez a jelzés csupán a megfogalmazás eredetét és a szerzői jogokat jelzi, nem szolgál a cikkben szereplő információk forrásmegjelöléseként.